# لیانتور
شهر لیانتور (به روسی: Лянтор) در کشور روسیه و در اوکروگ خانتی-مانسی اوتونوموس واقع شده‌است.